# Lisewo (powiat chełmiński)
Lisewo (niem. Lissewo) – wieś w Polsce położona w województwie kujawsko-pomorskim, w powiecie chełmińskim, w gminie Lisewo.
W latach 1939 - 1942 dotychczasową nazwą wsi było Lissewo, lecz po przeprowadzonej zamianie nazw miejscowości w Okręgu Rzeszy Gdańsk-Prusy Zachodnie, w latach 1942 - 1945 nazywała się Lisen Kreis Kulm (Weichsel).
Na północ od wsi występują moreny czołowe, spotkać je można także w okolicy wsi Drzonowo oraz Kornatowo, a także pomiędzy Pniewitym oraz Malankowem, gdzie stanowi ona zwarty ciąg o szerokości do 2 km. Prezentować mają sobą najlepiej wykształcony typ moreny na całej ziemi chełmińskiej.
Nazwa wsi prawdopodobnie pochodzi od pierwszych właścicieli wioski, którzy nosili nazwisko (nazwy osobowej) Lis. Według niektórych prac Lisewo to nie występuje jako gniazdo Lisowskich, lecz Lisewo z dawnego powiatu puckiego.

## Podział administracyjny
| SIMC    | Nazwa       | Rodzaj    |
| ------- | ----------- | --------- |
| 1028259 | Buczkowizna | część wsi |
| 1028495 | Wybudowanie | część wsi |

W 1570, po utworzeniu starostwa w Lipienku, Lisewo znalazło się w jego obszarze administracyjnym.
W XIX w. była to wieś kościelna licząca sobie 5201 mórg.
W latach 1954–1972 wieś należała i była siedzibą władz gromady Lisewo. W latach 1975–1998 miejscowość należała administracyjnie do województwa toruńskiego. Miejscowość jest siedzibą gminy Lisewo.
W latach 1939–1945 położona była w okręgu Rzeszy Gdańsk-Prusy Zachodnie, w rejencji bydgoskiej (Regierungsbezirk Bromberg), w powiecie Chełmno (Kreis Kulm).

## Demografia
Po jednej z wojen polsko szwedzkich, prawdopodobnie po Potopie Szwedzkim, we wsi zostać miało bardzo mało osób, a mianowicie jeden gbur, wdowa po drugim gburze (posiadała 2 włóki wybranieckie, jednak jej w miejscowości nie było), a także jeden ogrodnik. Przed konfliktem zbrojnym Lisewo zamieszkiwać miało 8 kmieci posiadających po 3 włóki. Miała panować tam znacząca bieda.
Wieś w latach 80. XIX w. miała być zamieszkiwana przez 781 mieszkańców (738 katolików oraz 43 ewangelików), znajdowało się 173 budynki, w tym 83 domy.
Według danych Prezydium Powiatowej Rady Narodowej w Chełmnie oraz Powiatowego Inspektoratu Statystycznego w Chełmnie (31 XII 1966 r.) sołectwo Lisewo zamieszkiwane było przez 1374 mieszkańców. Była największą wsią gromady Lisewo, a także jedną z trzech największych wsi dawnego powiatu chełmińskiego (obok Dąbrowy Chełmińskiej oraz Unisławia). W tym czasie nastąpiła także znacząca rozbudowa miejscowości poprzez powstanie licznych, nowych domów.
Według Narodowego Spisu Powszechnego (2011) wieś liczyła 1759 mieszkańców. Jest największą miejscowością gminy Lisewo.
| -         | 1995 | 1996 | 1997 | 1998 | 1999 | 2000 | 2001 | 2002 | 2003 | 2004 | 2005 | 2006 | 2007 |
| --------- | ---- | ---- | ---- | ---- | ---- | ---- | ---- | ---- | ---- | ---- | ---- | ---- | ---- |
| Ogółem    | -    | -    | -    | 1410 | -    | -    | -    | 1719 | -    | -    | -    | -    | -    |
| Mężczyźni | -    | -    | -    | 690  | -    | -    | -    | 844  | -    | -    | -    | -    | -    |
| Kobiety   | -    | -    | -    | 720  | -    | -    | -    | 875  | -    | -    | -    | -    | -    |
| -         | 2008 | 2009 | 2010 | 2011 | 2012 | 2013 | 2014 | 2015 | 2016 | 2017 | 2018 | 2019 | 2020 |
| Ogółem    | -    | 1784 | -    | 1759 | -    | -    | -    | -    | -    | -    | -    | -    | -    |
| Mężczyźni | -    | 871  | -    | 849  | -    | -    | -    | -    | -    | -    | -    | -    | -    |
| Kobiety   | -    | 913  | -    | 910  | -    | -    | -    | -    | -    | -    | -    | -    | -    |
| -         | 2021 | 2022 | 2023 | 2024 | 2025 | 2026 | 2027 | 2028 | 2029 | 2030 | 2031 | 2032 | 2033 |
| Ogółem    | 1616 | -    | -    | -    | -    | -    | -    | -    | -    | -    | -    | -    | -    |
| Mężczyźni | 795  | -    | -    | -    | -    | -    | -    | -    | -    | -    | -    | -    | -    |
| Kobiety   | 821  | -    | -    | -    | -    | -    | -    | -    | -    | -    | -    | -    | -    |

## Gospodarka

### Polska Rzeczpospolita Ludowa
Gospodarka spółdzielcza na obszarach wiejskich powiatu chełmińskiego w latach 40. i 50. XX w. charakteryzować się miała dynamicznością związaną z powstawaniem nowych spółdzielczych gospodarstw produkcyjnych, ale także ich niestabilnością i nierentownością, w celu lepszego zarządzania po 1956 rozwiązano większość z nich. Natomiast w latach 60. XX w. na terenie powiatu istniało 8 rolniczych spółdzielni produkcyjnych, w tym jedna w Lisewie właśnie. W latach 50. XX w. po dokonaniu upaństwowienia majątków ze znajdującego się w Lisewie dworu utworzono spółdzielnie produkcyjną o rozpiętości 88 ha.
Rozwój mechanizacji rolnictwa w poszczególnych częściach całego kraju wiązał się z poszerzeniem zapleczy technicznych Kółek Rolniczych. Jednych z elementów z elementów próby dostosowania się do nowych sposobów gospodarowania ziemią w 1966 powzięto decyzję o utworzeniu Międzykółkowych Baz Maszynowych, których zadaniem była obsługa gospodarstw rolnych w zakresie zwiększania udziału maszyn w rolnictwie. Jednym z pierwszych utworzonych, na obszarze ówczesnego powiatu chełmińskiego, był ośrodek w Lisewie. Na miejscu istniejących wcześniej Gminnych Ośrodków Maszynowych utworzono Państwowe Ośrodki Maszynowe, a jedna z fili POMu powstała w Lisewie. Z czasem, w związku ze zwiększaniem się obowiązków, w I. połowie latach 60. XX w. zaczęto rozbudowywać filię w Lisewie dobudowując nowe zaplecze technicznego (środki na to przekazane zostały z Funduszu Rozwoju Rolnictwa).
Wraz z rozbudową działalności Państwowych Gospodarstw Rolnych podejmowane był działania inwestycyjne, poza tym mechanizacją i elektryfikacją, także rozbudowa punktów weterynaryjnych w celu zwiększenia ochrony zwierząt gospodarskich. Jeden z tych punktów zorganizowany został w Lisewie. 
Dodatkowo istniejący w Lisewie oddział ,,Samopomocy Chłopskiej" prowadził piekarnię, masarnię oraz restaurację. Lisewo stanowiło siedzibę Gminnej Spółdzielni ,,Samopomoc Chłopska", funkcję tę pełni do dziś.
W związku z nacjonalizacją przemysłu istniejące wcześniej zakłady zostały przejęte przez państwo, taki los spotkał również lisewską mleczarnię. Po 1945 utworzono Okręgowe Spółdzielnie Mleczarskie, a Lisewo wyznaczona na jej siedzibę. Upaństwowiony zostały także tutejsze młyny, które w 1962 zostały przekazane w zarząd gromadzkiej radzie narodowej Lisewa. 
W latach 60. XX w. Lisewo stanowić miało jeden z trzech największych ośrodków skupiających zakłady rzemieślnicze (obok Unisławia i Dąbrowy Chełmińskiej).
Funkcjonująca w Polskiej Rzeczypospolitej Ludowej gospodarka planowana, wraz z późniejszymi jej modyfikacjami, wiązała się z odgórnym zorganizowaniem łańcuchów dostaw oraz zaprojektowaniem całego systemu produkcji zarówno żywności, jak i materiałów przemysłowych. Lisewo, jak i cała gmina, w tym czasie podlegało pod Chełmiński Punkt Skupu, który zajmował się skupywaniem nadwyżek żywności z magazynów Wojewódzkiego Zarządu Spółdzielni Rolniczych.

### III Rzeczpospolita
Największym pracodawcą w miejscowości był Zakład Mięsny Ritter, późniejsze Zakłady Mięsne Lisewo. W momencie swojego największego rozwoju posiadał wiele sklepów w regionie (także w Toruniu), z czasem zawęziło się to do okolicy.
W roku 2022 większość udziałów (szacowaną na kwotę 3,9 mln zł.) zakładu przejęła poznańska spółka (w artykule bliżej niesprecyzowana), która była nie powiązana z wyrobami mięsnymi. W czerwcu tegoż roku jeden z członków tejże spółki wszedł w posiadanie udziałów ZMLu w wysokości 2,4 mln złotych.
W lipcu 2024 roku zakład złożył wniosek o upadłość gospodarczą. W czerwcu pracownicy otrzymali zwolnienia z pracy i nastąpiło powolne zamknięcie sklepów firmowych (w Lisewie, Wąbrzeźnie, Chełmży, Unisławiu, a na końcu w Chełmnie oraz Nowym). W grudniu tego samego roku do masarni wkroczył komornik. Na 19 grudnia 2024 zostały zapowiedziane licytacje sprzętu. 
Początek licytacji budynków został wyznaczony na 15 maja 2025. Na sprzedaż zostały wystawione budynki wzniesione w 1988 i 1999, a także wzniesione już w nowym stuleciu budynki magazynowe oraz wybudowana w 2003 kotłownia gazowa.
ZML już od dłuższego czasu posiadł liczne długu (np. w ZUS-ie wobec pracowników).
Wartość budynków Zakładów Mięsnych Lisewo wyceniona została na 2 875 740 zł, cena wywołania wynosi 3/4 tejże ceny (2 156 805 zł).
We wsi funkcjonuje Spółdzielnia Mleczarska Lisewo, a także piekarnia.

## Historia
W okresie wpływów rzymskich (d. okres rzymski), według archeologów, na obszarze tym miała rozwijać się silnie wymiana handlowa. Dla okresu tego w Lisewie odnaleźć miano stanowisko z tzw. kultury grobów jamowych (było to dawne określenie na konglomerat kultur przeworskiej i wielbarskiej dla okresu rzymskiego). Na terenie Lisewa odnaleziono denar cesarz Trajana. Wraz z początkiem ruchu wielkich mas ludzkich (okres wielkiej wędrówki ludów) spowodowało pewne wyludnienie tego obszaru, a co za tym idzie pozostałości po ówczesnych ludziach. Wiązać się to ma również z funkcjonowaniem na tych terenach tzw. kultury wenedzkiej (dawne określenie na trzy inne kultury - przeworską, oksywską i wielbarską), która praktykować miała pochówki ciałopalne. Szkieletowe obrządki pogrzebowe stanowią tutaj rzadkość, a od ok. V/VI w. zaczyna upowszechniać się drugi typ grzebania zmarłych. Dla samego obszaru Lisewa, jak i prawie całej ziemi chełmińskiej, brak większych stanowisk archeologicznych dla tego okresu. Wyjątek stanowią odkryte w 1895 r. dwie monety bizantyjskie - Leona I i Zenona Izauryjczyka. Nowsze badania archeologiczne przyczyniły się do odnalezienia tutaj kolejnych monet (denarów), które zostały przypisane cesarzom Wespazjanowi i Tytusowi, co może wskazywać na istnie handlu dalekosiężnego na tym obszarze.
Wieś pierwszy raz wzmiankowana w 1293 roku. Jedyne informacje jakie posiadamy z tamtego okresu to wzmianka o niejakim Henicju (Hencio) z Lisewa (Lissowa) przebywającego w Grzywnie Biskupiej (obecnie część wsi Grzywna), a sam przywilej lokacyjny wsi zaginął. Dodatkowo miała zostać wydana osadnikom w czynsz. Z okresu tego występowało pod nazwali Lissowo, Leissaw, Lysaw, Leysaw, Leyssaw. Istnieją przesłanki, wynikające z badań archeologicznych, iż pierwsze ślady istnienia tutaj miejscowości da cofnąć się do XI, kiedy to lokowana była najprawdopodobniej na prawie polskim. W połowie wieku XIII (ok. 1250) miała być lokowana na prawie chełmińskim. Lisewo zostało założone jako wieś typu ulicówka. 
Okres XIII i XIV wieku był czasem, w którym na obszarze rozwijającego się i stabilizującego się państwa Zakonu Krzyżackiego, utworzone zostały liczne parafie. Jedną z nich było Lisewo (obok kilkunastu innych miejscowości). Parafie te, w dobie wieków średnich, stanowiły odpowiednik najmniejszej jednostki administracyjnej.
Podczas wojny polsko-krzyżackiej w 1414 r wieś miała znacząco ucierpieć - spłonąć miało ok. 36 włók grubiańskich (3 zabudowania na 36 włókach), a straty wynikające z rabunku bydła i koni wynieść miały 2900 marek. Według Das Grosse Aemterbueh des Peutschen Ordens (wyd. W. Ziesemer, Danzig 1921) wieś ta w 1421 podlegała administracyjnie pod komturstwo kowaleńskie, która następnie została włączona do wójtostwa lipieńskiego. Potwierdza to, że ze wzmianek z 1437-1338 występuje już jako część tegoż wójtostwa.
W latach 1437-1438 stanowiła własność zakonną i była wsią czynszową. Jej powierzchnia wynosiła 71 łanów, z czego 67,5 były łanami osiadłymi, 2,5 było opustoszałe. Osiem łanów było objęte czynszem w wysokości  po 3 wiardunki, a pozostałe w wysokości 13 szkojców. Karczma znajdująca się tam wówczas była obciążona opłatą wynoszącą 3 grzywny. 
Zamieszkująca tę okolicę rycerstwo pochodzenia zarówno niemieckiego, jak i polskiego niezadowolone z władzy zakonnej zaczęła organizować się ostatecznie tworząc tajne stowarzyszenie Związek Jaszczurczy (niem. Eidechsengenossenaschft). Lisewo miało być miejscem ich spotkań, które organizować miano np.  w 1450, 1451, 1452 (w tym roku rycerstwo, a według słownika szlachta, przystąpiła do Związku). W 1453 miał odbyć się w tutejszym kościele jeszcze jedno zebranie rycerstwa, aby Pomorze Gdańskie wraz z ziemią chełmińską oddać poddać królowi polskiemu. Nad ich zebraniami czuwać miał wójt lipieński, a wszelkie informacje na temat tych spotkań miał przekazać wielkiemu mistrzowi. Same zebrania miały odbywać się w kościele, a według ówczesnych badań, pomysł podporządkowania Prus monarsze polskiemu i litewskiemu miał narodzić się właśnie w Lisewie.
Po 1454 r. była dużą wsią królewską podległą starostwu w Lipienku. Za czasów krzyżackich miejscowość była siedzibą sądu ziemskiego. Lisewo było także miejscem zjazdów rycerstwa ziemi chełmińskiej, które odbyły się tutaj w latach 1448, 1450 oraz 1451. W miejscowości tej odbywało się również sądy ziemskie (1415, 1428), a 1447 stanowiła nawet jego siedzibę.    
Ok. 1515 Zygmunt I zezwolił Michałowi Kryspinowi (medyk) na wykupienie tejże wsi od rajcy toruńskiego Hermana Peckawa. Zezwolenie to przyczyniło się do powstania serii konfliktów sądowych pomiędzy Jerzym Konopackim (wojewoda pomorski), Janem z Ledcza (starosta kowalewski) a braćmi Peckaw (rajcy toruńscy). Spory te miały się pomyśle zakończyć dla wojewody, lecz sukces ten był krótkotrwały ze względu na jego rychłą śmierć. Sam wiek XVI dla wsi był swego rodzaju okresem pomyślności gospodarczej co pozwolić miało na dobudowanie wieży przy kościele, a dodatkowo wybudowanie posiadłości szlacheckich.   
Okres XVII i XVIII dla Prus Królewskich miał być czasem znaczącej dewastacji, głównie przez wojny ze Szwedami, które pozostawić miały po sobie liczne zniczenia, ubytki w ludności oraz epidemie.    

Według pewnych źródeł w Lisewie, szkoła dwuklasowa funkcjonować miała już w 1647 kiedy to funkcjonowała jako szkoła przykościelna dla chłopców, następne wzmianku pochodzić mają z 1667 i 1740. Ze spisu powszechnego przeprowadzonego przez Królestwo Prus tutejszym nauczycielem miał być niejaki Jan Górecki. W 1785, po wprowadzaniu na tych obszarach obowiązku szkolnego, do szkoły uczęszczać miało 38 uczniów (6 potrafiło czytać i pisać, reszta tylko czytać), w niespełna 30 lat później liczba uczących się wzrosła do 48 (choć zobowiązanych do pobierania nauki było 64), a nauczycielem miał być Jan Cerklaft. W 1864 liczba uczniów wyniosła 214 (wraz z dziećmi z okolicznych miejscowości) i w lisewskiej szkole pracowało już dwóch nauczycieli.    

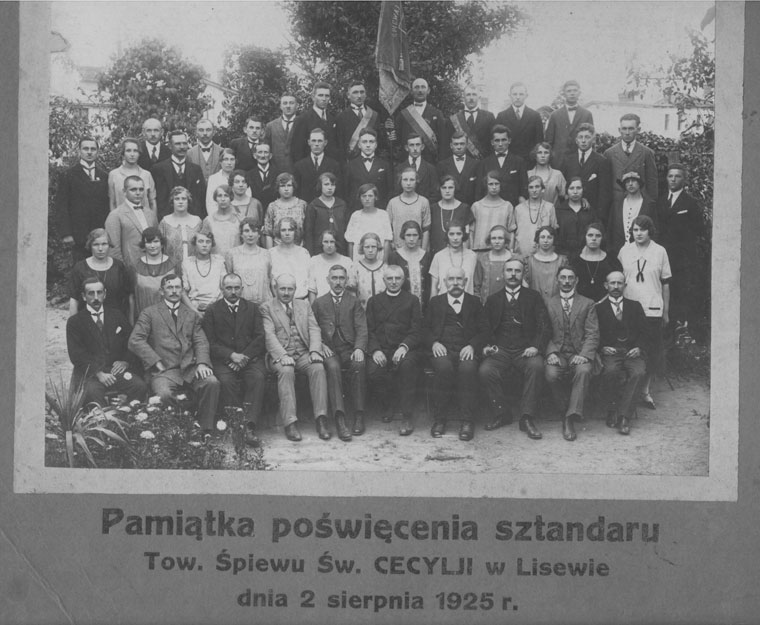
Zdjęcie pamiątkowe z okazji poświęcenia sztandaru Towarzystwa Śpiewu św. Cecylii w Lisewie (02.08.1925 r.)

Na przełomie XVIII i XIX wieku właściciele wsi zmieniali się dynamicznie - w 1793 w posiadaniu Lisewa miał być niejaki Blumberg, cztery lata później Bączko/Bączkowski. W 1803 miejscowość ta przynależeć miała Krzywkowskiemu, a w 1806 Zakrzewskiemu. Na początku XIX w. (1800-1805) dokonano osuszenia terenów podmokłych, a od lat 20. do lat 40. XIX w. prowadzono akcję komasacji gruntów zakończonych ich parcelacją.    

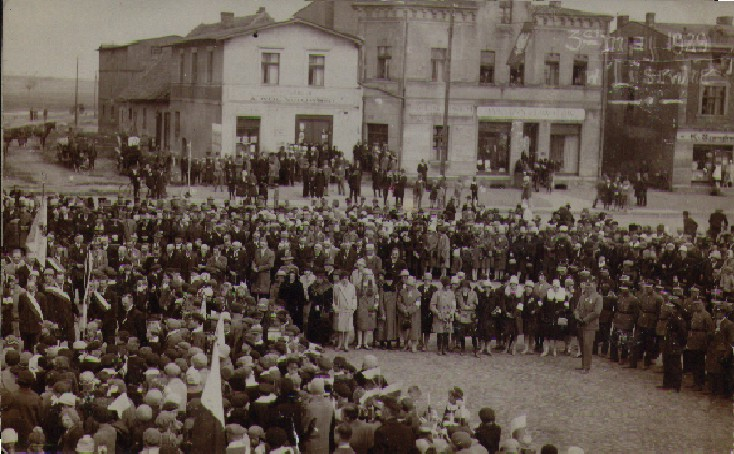
Lisewo w 1929 r. - zebranie na placu (dzisiejszy parking przy skrzyżowaniu ulic DW548 i ul. gen. Józefa Hallera)

W 1831 we wsi wybuchła epidemia, która przyczyniła się do śmierci 94 osób. Znaczna część ofiar związana związana była z panującą równolegle klęską nieurodzaju, która przyczyniła się do znaczącego niedożywienia. Ognisko choroby mogło pojawić się w Lisewie, prawdopodobnie, za sprawą uciekinierów z Królestwa Polskiego, w którym wówczas panowała epidemia cholery. Wielką pomocą dla chorujących i cierpiących wykazać miał się tutejszy ksiądz Jan Kanty Dąbrowski, za jego działalność parafianie powiesili rokokowo-klasycystyczne epitafium z portretem duchownego. Ku pamięci zmarłym ufundować mieli kapliczkę ze św. Józefem, która stać ma na miejscu ich pochówku. Przy kościele funkcjonować miała także lecznica dla czterech osób, a także Bractwo Opatrzności Bożej (które ufundować mieli Jan Kostka i rodzina Działdowskich).    

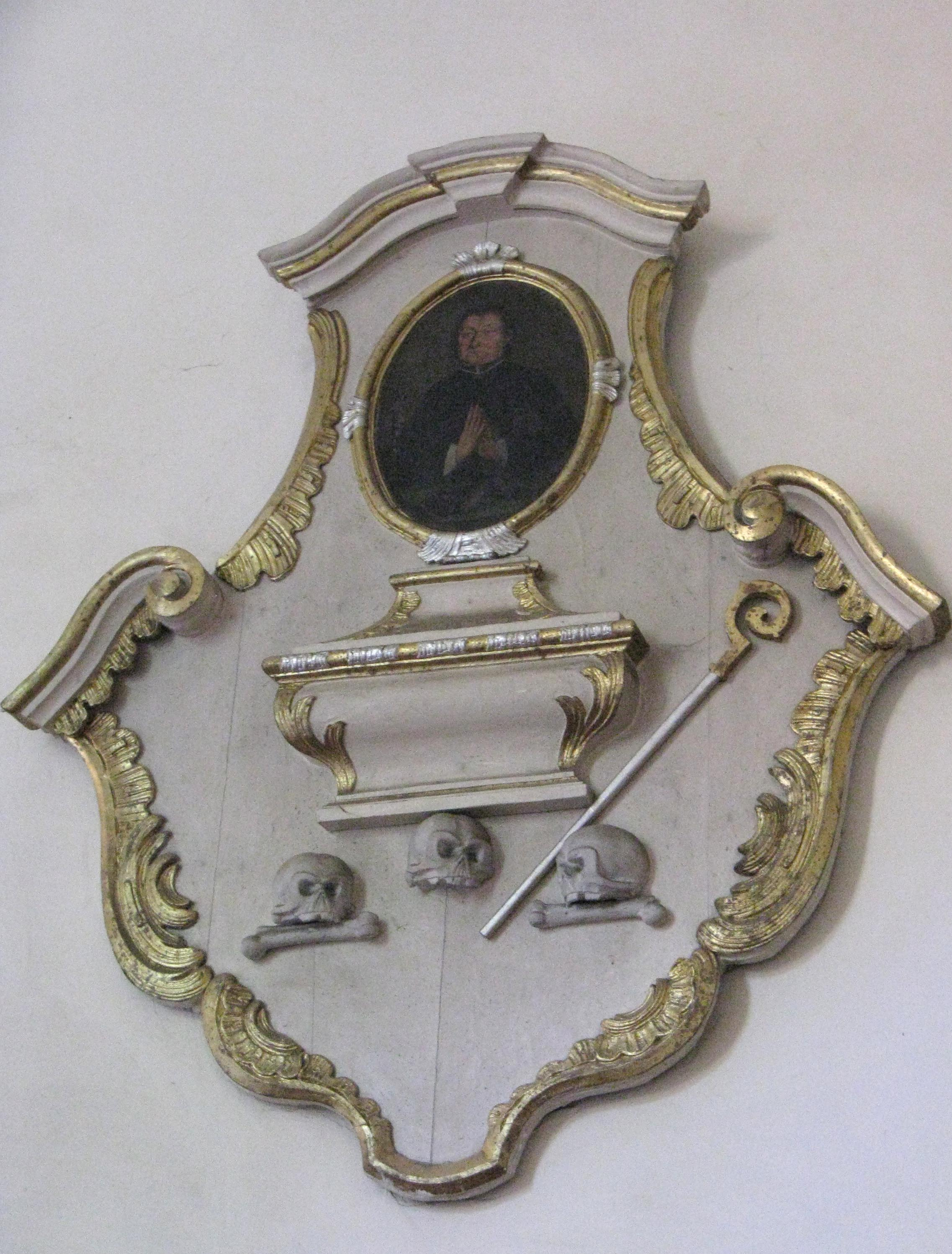
Epitafium z lisewskiego kościoła

W XIX w. działały tu polskie organizacje – Liga Polska (1848 r.), Towarzystwo Rolnicze (1862 r.), Bank Ludowy (1873 r. - był pierwszy w powiecie), polska biblioteka, a także odbywały się amatorskie przedstawienia. Aktywnymi działaczami Ligi Polskiej miały być rodziny Grabowskich i Wojnowskich z Lisewa, a także niejaki Urbański pochodzący z Pniewitego. Towarzystwo Rolnicze powstało z inicjatywy ks. Stanisława Machorskiego, który był aktywnym uczestnikiem spotkań. Działa w nim również Józef Wojowski, który pełnił funkcję kasjera. W 1867 powołano do życia kółko rolnicze, którego prezesem został niejaki Krupocki z Kornatowa. 
W latach 70. XIX w. zaczęły powstawać teatry amatorskie, które prezentowały szerszemu gronu dzieła Adama Mickiewicza, Juliusza Słowackiego czy też Zygmunta Krasińskiego. W 1898 uruchomiono Straż Pożarną, której założycielem oraz wieloletnim komendantem był Tadeusz Makowski. 
Na przełomie XIX/XX w. powstała parafia ewangelicka skupiająca mniejszość niemiecką, mieszkało też nieco Żydów. Rocznie odbywały się 2 jarmarki - na bydło oraz na konie. Przez wieś przebiegał bity trakt chełmińsko-wąbrzeski. Według ówczesnych miar położona była 2,5 mili od  Wąbrzeźna i dwie od Chełmna. W latach 80. tegoż wieku jej powierzchnia wynosiła 5201 mórg. Funkcjonowała tutaj także dwuklasowa szkoła katolicka, do której uczęszczało ok. 200 dzieci (w roku wydania T. V. - 209). W 1904 szkołę podniesiono do czteroklasowej, a w tym samym roku uruchomiono mleczarnię. W 1910 zostało zorganizowane Towarzystwo Śpiewu św. Cecylii w Lisewie. 
W listopadzie 1906 r. w kilku miejscowościach, w tym w Lisewie, odbył się strajk uczniowski w obronie nauczania religii w języku ojczystym, zainspirowany podobnym strajkiem rozpoczętym miesiąc wcześniej w Starogrodzie. Według autora protesty te miały podobny przebieg - rozpoczynało je pismo rodziców do szkoły z żądaniem i  informowaniem, że nie będą wysyłali dzieci do szkoły, na naukę religii w języku niemieckim. Poza akcją rodziców dzieci starały się wplatać język rodzimy do odpowiedzi czy witania się z nauczycielami. Miały także, w drodze do domu, niszczyć książki, zwłaszcza te od historii biblijnej i katechizmu. Zdarzały się również żądania wprowadzenia jako języka nauczania, języka polskiego. Patriotyzm podtrzymywała działalność długoletnich proboszczów: ks. Stanisława Machorskiego i ks. Augustyna Łebińskiego. S. Machorski, jako jeden z wielu działaczy patriotycznych, przyczynić miał się także do wewnętrznego wzmocniania polskich ruchów patriotycznych i narodowych w Chełmnie. W celu złamania oporu władze pruskie stosowały różne metody, od nacisków po kary i groźby. Dzieciom kazano zostać dodatkowe godziny w szkole po zakończeniu zajęć, ale zdarzały się również surowsze kary, np. chłostanie dzieci rózgą lub kijem. Opór rodziców starano się złamać za pomocą kar pieniężnych i więzieniem. Strajk trwa ok. ośmiu miesięcy. Bolesław Danilczuk sugeruje, że na działania dzieci w zaborze pruskim miały nastroje oporu oraz działania o charakterze narodowowyzwoleńczym w zaborze i Królestwie Polskim (rewolucja 1905 roku). 
Po I wojnie światowej we wsi istniał majątek ziemski, którego wielkość wynosiła 113 ha, a jej właścicielem miał być Polak. Miał być to jeden z większych majątków na obszarze dawnego powiatu chełmińskiego. 
W 1918 Powiatowy Komitet Wyborczy (instytucja wcześniej odpowiedzialna za przygotowanie oraz przeprowadzenie wyborów do Reichstagu oraz Landtagu Prus) zorganizował wiece wyborcze na terenie pruskiego powiatu chełmińskiego. Obszar ten podzielony został na trzy obwody wyborcze: unisławski, lisewski i czarżeński. Wybrani na tych wiecach przedstawiciele weszli w skład delegatów do Polskiego Sejmu Dzielnicowego w Poznaniu (wraz z posłami z Chełmna było ich łącznie 12) oraz członków (łącznie, wraz z Chełmnem, 37) do Powiatowej Rady Ludowej w Chełmnie. Rada powiatowa uzupełniona została także o wybranych przedstawicieli do Polskiej Rady Ludowej w Chełmnie z 24 listopada 1918. 
Funkcjonujący wcześniej we wsi bank w pewnym moencie został upaństwowiony przez władze pruskie, jednak działający w Lisewie ksiądz Augustyn Łebiński w 1919 reaktywował tę instyucję. Co warte jest nadmienienia wiele osób, które prowadziły akcje społeczne oraz patriotyczne było loklanymi ziemianami, zaliczali się do nich: Jan Gołębiewski, Józefa Grajewska, Florian Buczkowski, Józef Karasiewicz, Piotr Wojnowski czy Alojzy Zacharek. 
Postępująca destabilizacja Niemiec w związku z przegraną I wojną światową w różnych częściach dawnego Cesarstwa ludność zaczęła się organizować w różnego typu zgrupowania. Na obrzasze ówczesnego powiatu chełmińskiego (Landkreis Kulm), a konkretnie w samym Chełmnie, utworzona została Powiatowa Rada Ludowa. Na mocy jej postanowień w Lisewie, 26 grudnia 1918, powołano do życia Towarzystwo Nauczycieli Polaków. Organizacja ta miała być pierwszą tego rodzaju na ziemiach polskich, przez co stanowić miało wzór dla następnych tego typu towarzystw. Decyzja o jej zorganizowaniu wynikać miała z troski Rady Ludowej o oświatę, jak i wykształcenie dzieci. 
Po włączeniu do ziemi chełmińskiej do kształtującej się II Rzeczpospolitej zaczęto na tym obszarze organizować polskie struktury administracyjne. Przez okres międzywojenny Lisewo stanowiło siedzibę gminy. W tym czasie mieszkać tutaj miała/miały rodzina/rodziny żydowskie. W Lisewie funkcjonować miała niemiecka organizacja gospodarcza Landbund Weicheslgau, gdzie posiadać miała 150 członków (trzecia wieś z największymi wpłyawmi). 
Funkcjonująca na terenach dawnego zaboru pruskiego niemiecka organizacja Selbstschutz, zrzeszająca tę mniejszość, posiadała w woich szeregach także dwóch czlonków wywodzącyach się z Lisewa - Reiss i Hess. 20 września 1939 w paparzyńskim lesie żołnierze Wehrmachtu rozstrzelać miali docelowo 11 osób z Lisewa i Linówca, jadnak dwóch mieszkańców Lisewa zdołało zbiec (Józef Grabowski i Alfons Ryglewski). Na trasie pomiędzy Kornatowem a Lisewem, 15 listopada 1939, bliżej nieznany SS-man roztsrzelać miał rozstrzelać mieszkańca Kornatowa. Powód tego nie jest znany. Na początku wojny w paparzyńskim lesie ksiądz A. Łebiński oraz jego wikariusz E. Klebba zostali rozstrzelani za swoją działalność. Z czasem parafianie powiesili w kościele tablicę pamiatkową ku ich pamięci (według informacji zawartych na tablici mieli zostać rozstrzelani 21 października 1939).  
Po wkroczeniu sił III Rzeszy na terytoria województwa pomorskiego zorganizowano tutaj na nowo administrację. Lisewo wybrane zostało na siedzibę obwodu urzędowego (Amtsbezirke), na którego czele stał komisarz obwodowy (Amtsvorsther) Anton Resmer. W okresie wojny na terenach tych działała Polska Armia Powstania. Na terenie Lisewa i okolicy działał, wraz ze swoimi ludźmi, Józef Ptach dowódca samodzielnej kompanii. Ich głównym zadaniem było przygotowanie zaplecza do potencjalnego powtstania przeciw okupantowi. 
W lutym 1945 na terenach dawnego powiatu chełmińskiego miał zawiązać się Komitet Powiatowy PPR, w skład którego wchodzić miało 12 osób z terenów Lisewa i całej ówczesnej gminy. 12 kwietnia i 1 maja na obszarze całej gminy zostały prowadzone, przez działaczy PPRu i PPSu, akcje propagandowe mające na celu zwiększenie poparcia dla reformy rolnej. Niedługo po wojnie znaczna większość majątków, których wielkość przekroczyła 100 ha została upaństwowiona, a następnie rozparcelowana na działki o wielkiści 7 ha, która w znaczniej mierze została rozdana ludności napływowej z Polski centralnej.  
Już w pierwszych latach po wojnie uwaga państwa miała zostać skupiona na odbudowie i rozbudowie znisczonej służbie zdrowia. Po odbudowaniu szpitala powiatowego w Chełmnie, w 1946 zorganizowany został ośrodek zdrowia w Lisewie, a 1964 oddany został nowy, bardziej dostosowany, budynek. Do dziś funkcjonuje.  
W latach 1947-1948 na terenie powiatu chełmińskiego miały systematycznie poszerzać się szeregi PPRu, w gminie Lisewo w maju 1948 miało być łącznie 321 członków (w tym 58 kobiet). Już w 1948, po ponownym uruchomieniu biblioteki w Chełmnie, w siedzibie gminy, uruchomiona została biblioteka gromadzka (wiejska) w Lisewie.  

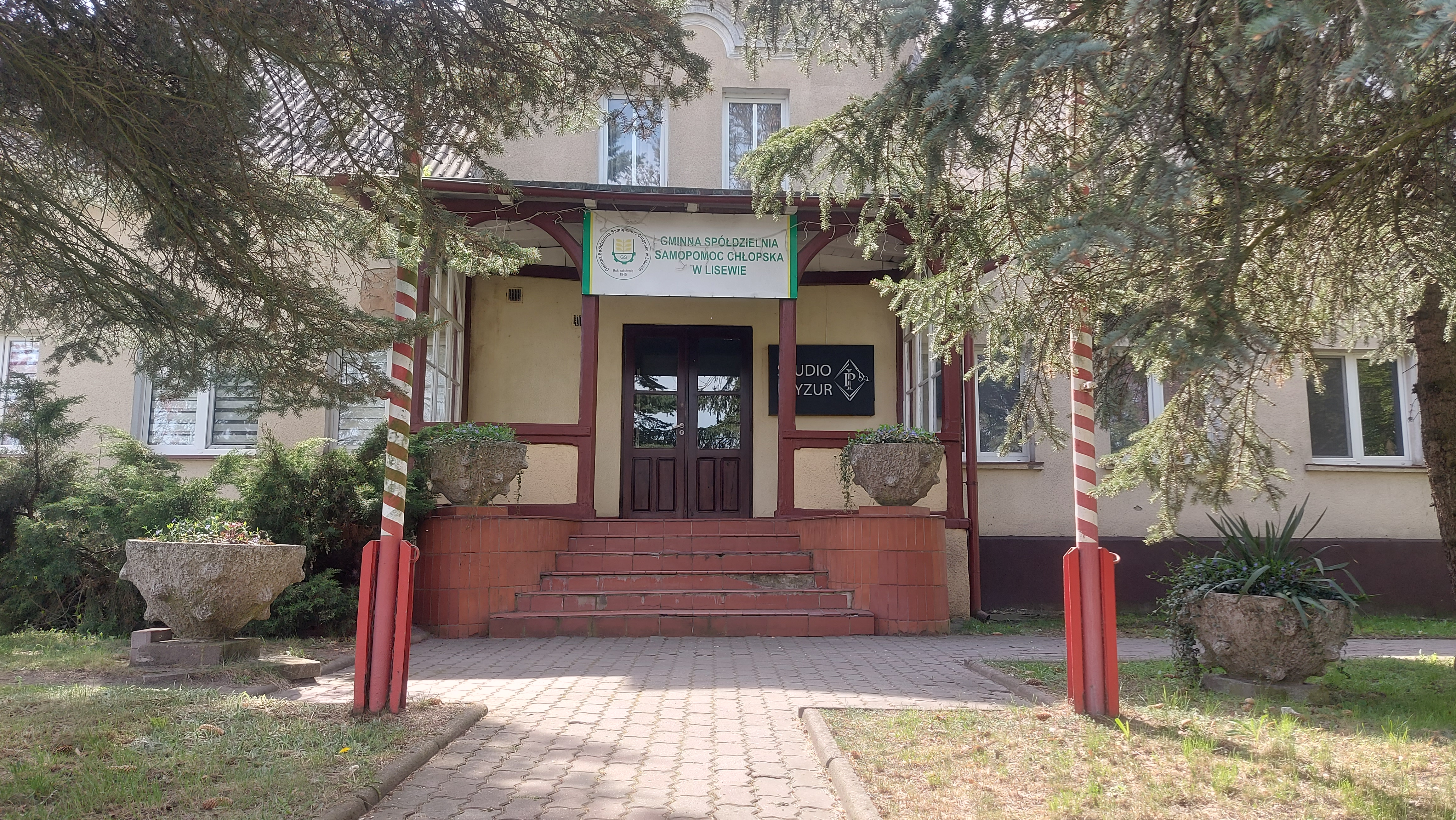
Dwór w Lisewie - dawna siedziba siedziba GSu

Znaczne rozmiary Lisewa w okresie Polskiej Rzeczpospolitej Ludowej (lata 50. i 60.) wynikać miały z położenia na obszarze tzw. pustki osadniczej wynikającej z pewnego oddalenia od trzech większych ośrodków - Chełmna, Chełmży i Wąbrzeźna, a także w punkcie krzyżowania się dróg to tychże miejscowości. Ze względu na to założono tam sklepy, punkty rzemieślnicze, aptekę, czy instytucje użytku publicznego. W owym czasie znaczny odsetek mieszkańców zajmował się pracą na roli (45,2%), lecz nie miało stanowić głównego źródła dochodów jedynie formę uzupełniającą (także w przypadku gospodarstw o wielkości 5 oraz 7 ha). Z tego też powodu uprawiane były rośliny kontraktowe (np. tytoń), a hodowla stanowiła niewielki odsetek. We wsi brakowało także większych zakładów przemysłowych. Pomimo tego zabudowa centrum wsi, według autorki tekstu, miała charakter miejski, a 55% mieszkańców zajmowało się działalnością pozarolniczą. Główną cechą Lisewa był charakter usługowy dla mieszkańców pobliskich miejscowości. 
W latach 60. XX w. wybudowano drogę o nawierzchni twardej pomiędzy Lisewem a Mgoszczem. Inwestycja ta powiązana była z obchodami XX-lecia Polski Ludowej oraz ze zbliżającymi się obchodami Tysiąclecia Państwa Polskiego. Przez propagandę PRLu zostały wykorzystane do ukazania to jako czyn społeczne związany z odezwą Ogólnopolskiego Komitetu Frontu Jedności Narodu oraz ww. obchodów. W tym samym czasie wybudowano we wsi wociąg. Prowadozna była równocześnie także elektryfikacja i zalesiane.  
W ramach projektu Szkół-Pomników Tysiąclecia (budowane ze środków Społecznego Funduszu Budowy Szkół i Internatów – SFBSiI) w latach 60. XX w. rozpoczęto prace budowalne nad nowym budynkiem szkoły. Rozwijające się i zmieniace się gospodarowanie ziemią skłoniło władze komunistyczne do podjęcia działań mających na celu zwiększenie widzy, jak i kompetencji młodych rolniów. W tym celu już od 1957 zaczęto organozwać Szkoły Przysposobienia Roliczego, jedną z pierwszych była szkoła w Lisewie. We wsi, w tamtym czasie, wciąż istniała świetlica wiejska o bogatych tradycjach patriotycznych i edukacyjnych. 
W 1963 w Lisewie zorganizowan zostało Ognisko Muzyczne, które powstać miało z inicjatywy lokalnego społeczeństwa, a także Chełmińskiego Towarzystwa Kultury. Instytucja ta cieszyć się miała znaczącym uznaniem oraz zainteresowaniem, co wiązać się miało z powstaniem filii oraz rozwojem lisewskiego Ogniska.

## Położenie
Najbliższą stacją kolejową jest Kornatowo, leżąca w odległości 1,3 km na południowy zachód od Lisewa. Przez wieś przebiega autostrada A1, znajduje się w niej węzeł Lisewo - zjazd nr 9. 
W latach 50. i 60. XX w. oddalenie od stacji kolejowej (w tekście podano wynoszącą, że stacja w Kornatowie położona jest 3 km dalej) ograniczało ruch wędrówkowy i do pracy wyjeżdżać miała ok. 1/3 z ogółu pracujących. 

## Zabytki

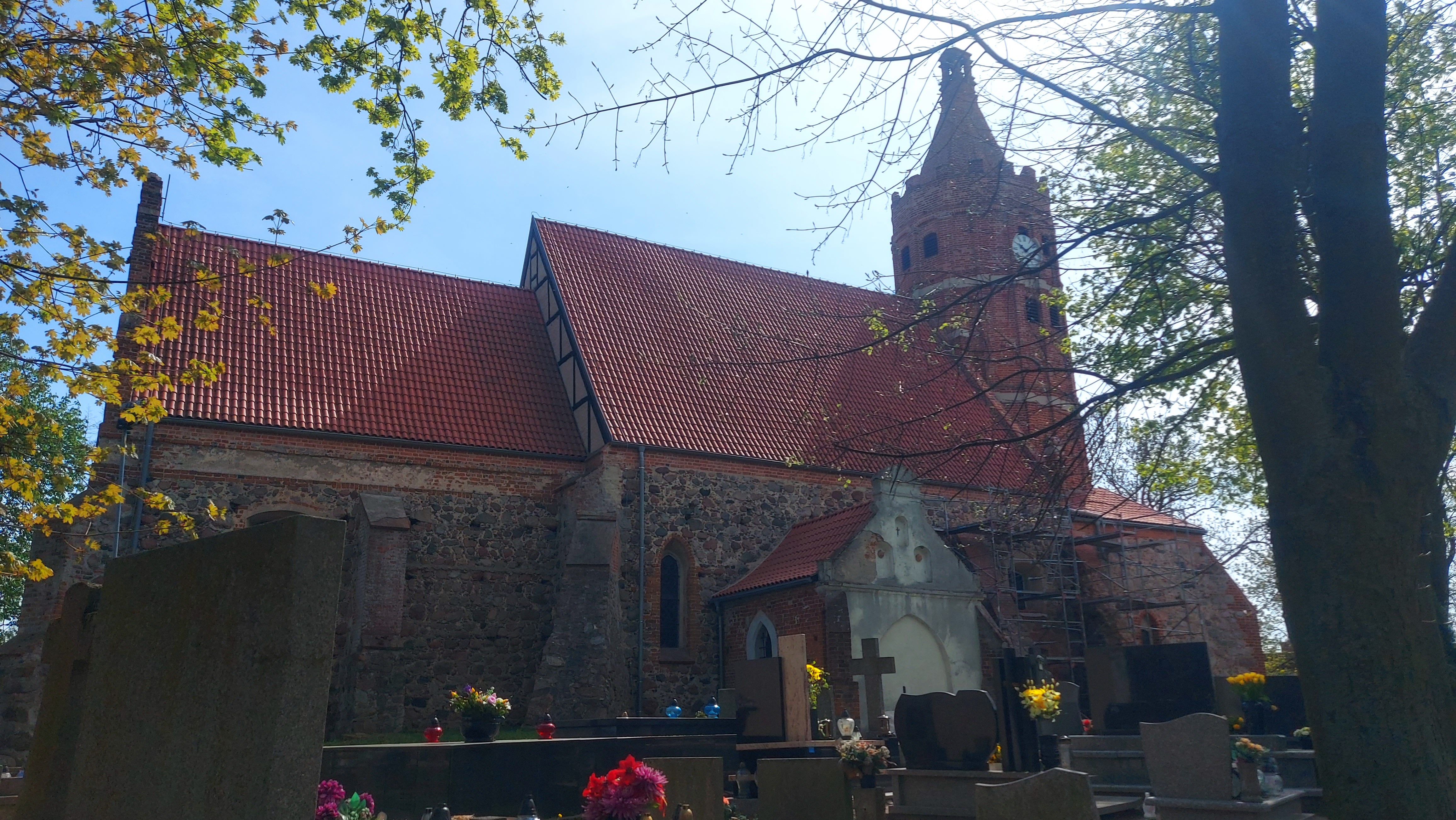
Kościół w Lisewie - rzut na ścianę północną

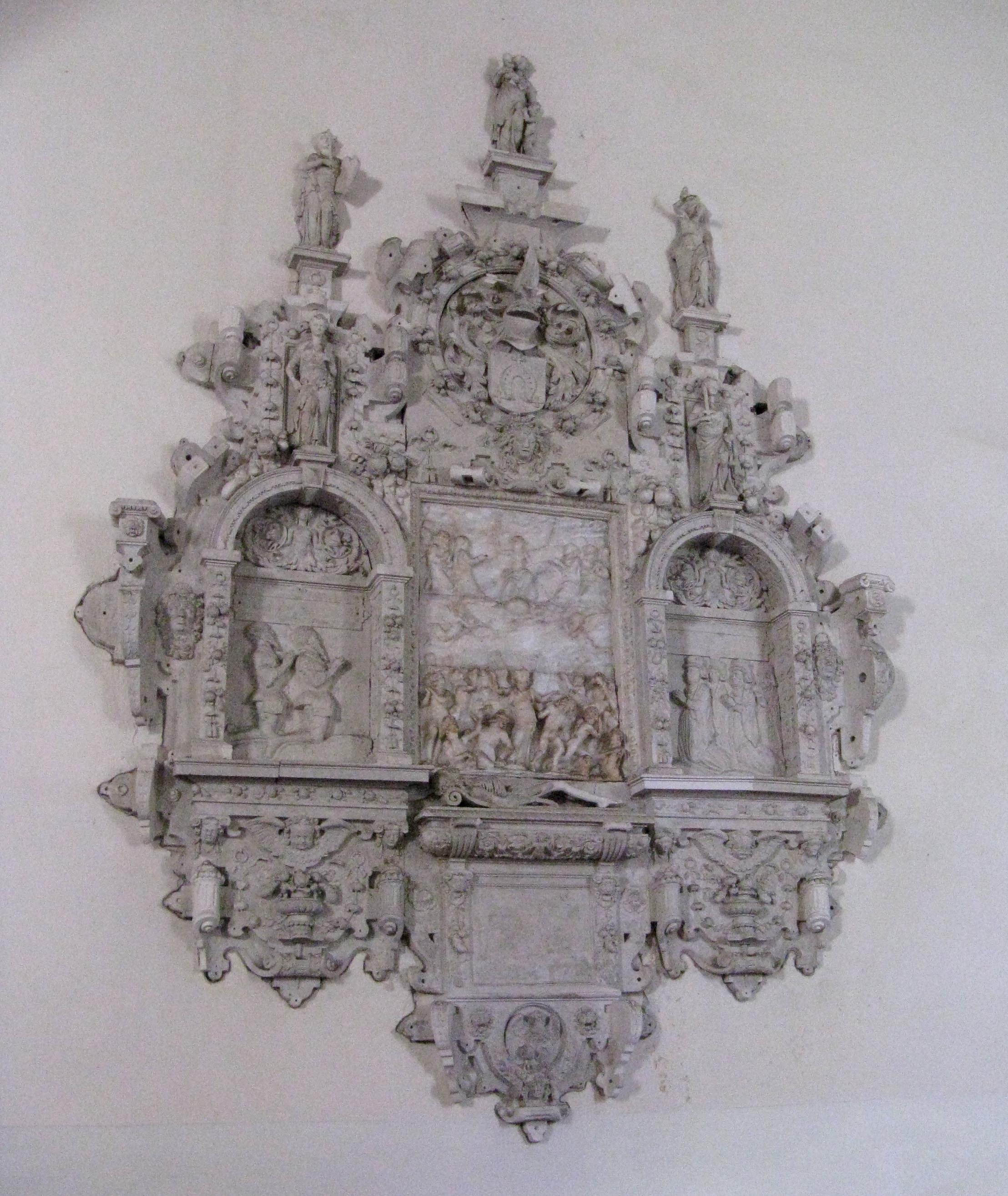
Epitafium Jana Kostki

Według rejestru zabytków NID na listę zabytków wpisany jest gotycki kościół parafialny pw. Podwyższenia Krzyża Świętego z końca XIII w., przebudowany w XVI w., nr rej.: A/388 z 30.11.1929.
Kościół z charakterystyczną XVI-wieczną wieloboczną wieżą jest również sanktuarium maryjnym. Wcześniejsza historiografia powstanie wieży kościelnej, a w zasadzie jej generalne przebudowanie, datowała na początek wieku XVII, co wiązane było z remontem, który wtedy miał mieć miejsce. Wykonano ją na planie prostokąta, natomiast wyższe partie są już bardziej eliptyczne, przyozdobiona pilastrami, które powiązane zostały w dwóch poziomach filarami. Zwieńczona została attyką, a ponad nią wyrasta hełm obeliskowy. Taki wygląd wieży ma prezentować sobą zarówno cechy architektury średniowiecza, jak i baroku. Wewnątrz zwraca uwagę renesansowe epitafium Kostków z 1591 (choć niektórzy badacze - Teresa Mroczko, Maciej Rejmanowski - datują je na 1571) barokowe ołtarze boczne i rokokowy główny (przeniesiony z kościoła franciszkanów w Chełmnie).
Znajdujące się w kościele, alabastrowe epitafium Jana Kostki h. Dąbrowa przedstawia Sąd Ostateczny, a poniżej zmarłego. We wnękach zostały umieszczone postaci żeńskie oraz męskie. Dzieło to miało by wyjść spod ręki artysty związanego z kręgiem sztuki niderlandzkiej, co wynikać ma z zaprzentowanej tematyki. Nowsze badania zakwestionowąły to jednak wskazując, że wytworzone ono mogło zostać w Gdańsku przez ucznia Cornelis Florisa. Dodatkowo, nad sceną Sądu, umieszczony został herb Kostków - Dąbrowa.
Muzeum Okręgowe w Toruniu w latach 60. XX w. było w posiadaniu paru zabytków z Lisewa. W zasód tej kolekcji wchodzą:
- kielich z 1551 - późnogotycki, z ornamentem renesansowym, pokryty wcześniej emalią węgierską. Był to dar starosty lipienieckiego Stanisława Kostki dla kościoła.
- monstrancja - początek XVIII w., wykonać miał ją złotnik toruński Jakob (Jakub) Jenny[76].

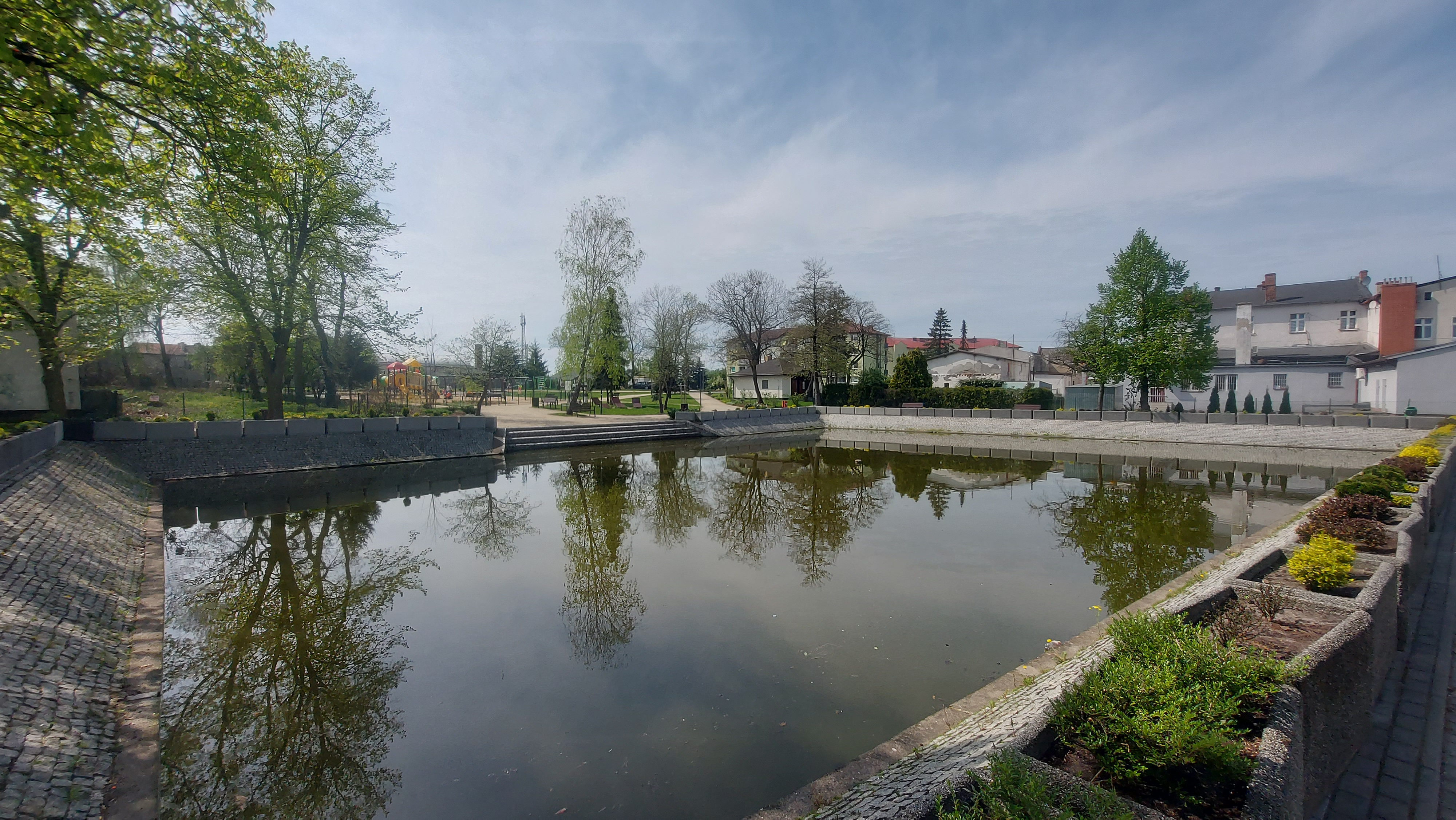
Zdjęcie stawu z umieszczoną wytryskiem wody na środku - w tle plac zabaw